# 藤原俊憲
藤原 俊憲（ふじわら の としのり）は、平安時代後期の公卿・学者・歌人。藤原南家貞嗣流、少納言・藤原通憲（信西）の長男。藤原北家真夏流（大福寺流）、参議・藤原顕業の養子。官位は従三位・参議。

## 経歴
文章博士・藤原顕業の養子として儒官の道に進み、鳥羽院政期の康治元年（1142年）文章得業生となり、康治3年（1144年）対策に及第して、大学権助に任ぜられる。のち、式部少丞・六位蔵人・刑部大丞を経て、仁平4年（1154年）従五位下に叙爵。
若年より実父・信西譲りの才智をもって登用され、久寿2年（1155年）立太子して間もない守仁親王（のち二条天皇）の東宮学士に任ぜられる。翌保元元年（1156年）に発生した保元の乱後の除目で右少弁に任官。その後は保元の乱で権力を掌握した父・信西の権勢を背景として要職を歴任。保元2年（1157年）正五位下に昇叙し、それまでの東宮学士に加えて、五位蔵人・左少弁・左衛門権佐（検非違使佐）を兼ねて三事兼帯となり、「希代」のことと評された。保元3年（1158年）この年だけで正五位下・左少弁から一挙に正四位下・権左中弁に昇進する。また、後白河天皇から二条天皇への譲位に伴い、後白河上皇の院別当と二条天皇の蔵人頭を兼ねて、院と朝廷の橋渡し役も務めた。平治元年（1159年）4月に参議として公卿に列し、同年11月には従三位に叙せられる。
しかし、同年12月に平治の乱が勃発。父・信西は殺害され、さらに乱後、戦乱を招いた責任によりその子息は悉く流罪に処せられる。俊憲も解官の上で越後国（後に阿波国に変更）に配流となり、これを契機に出家して法名を真寂と称し、宰相入道と呼ばれた。翌永暦元年（1160年）には平安京に召還されるが、その後は政治の表舞台に立つことなく、仁安2年（1167年）4月10日卒去。享年46。

## 人物
『愚管抄』や『古事談』『続古事談』にその文才を物語る逸話がある。また、『玉葉』にも、かつて俊憲が「後白河院のもとでは戦乱が止まないであろう」と予言していたことが「聖人格言」として紹介されている。
著書として『新任弁官抄』『貫首秘抄』があり、また歌人としても『千載和歌集』（2首）と『新勅撰和歌集』（1首）にその作が入選している。

## 官歴
『公卿補任』による。
- 保延6年（1140年） 5月24日：給勧学院学問料
- 康治元年（1142年） 7月24日：文章得業生
- 康治2年（1143年） 正月27日：能登大掾
- 康治3年（1144年） 2月26日：献策（曉夜景色、隣里土俗）。2月28日：判（文章博士茂明問）。12月18日：大学権助
- 久安2年（1146年） 12月21日：式部少丞
- 久安3年（1147年） 正月7日：六位蔵人
- 仁平3年（1153年） 閏12月23日：刑部大丞
- 仁平4年（1154年） 正月5日：従五位下（策）、従五位上（策）
- 久寿2年（1155年） 12月27日：兼東宮学士（春宮・守仁親王）
- 保元元年（1156年） 9月17日：右少弁
- 保元2年（1157年） 正月24日：兼美濃権介（学士労）。3月26日：正五位下（臨時）。4月26日：兼右衛門権佐、蒙使宣旨。8月21日：左少弁。10月24日：五位蔵人（三事兼帯）
- 保元3年（1158年） 2月21日：権右中弁。5月6日：従四位下（春日行幸）。8月10日：右中弁、従四位上（鳥羽御堂行事賞）、蔵人頭。11月26日：権左中弁。12月17日：正四位下（学士、御即位）
- 平治元年（1159年） 4月6日：参議、去弁。11月10日：兼近江権守。11月22日：従三位。12月10日：解官。12月22日：配流越後国。12月30日：出家（参議従三位兼近江権守）
- 平治2年（1160年） 正月：改配流阿波国。2月：召返

## 系譜
- 父：信西（藤原通憲）
- 母：高階重仲の娘
- 妻：三条公教の娘
  - 男子：藤原基明
- 妻：藤原顕頼の娘
  - 男子：藤原範房
- 生母不詳の子女
  - 男子：信憲
  - 男子：観俊